# 雌四醇
雌四醇（英語： 或 oestetrol，缩写E4）是一种较弱的雌激素，只在怀孕期间能被探测到，是由胎兒肝臟产生的。雌四醇和雌三醇结构上类似，都是较弱的雌激素，且都在孕期高表达。